# Perro cazador de Estonia
El Cazador estonio, (estonio: eesti hagijas) o Sabueso de Estonia es una raza de perro de caza, de tipo sabueso y única reconocida por la FCI de origen en Estonia.
Se cría desde 1947 cuando el ministro de economía de la Unión Soviética decide que cada país debe desarrollar al menos una raza de perro propia.

## Temperamento
Se trata de un perro alegre y amable, bien equilibrado, calmado pero activo y de una gran inteligencia.
Nunca debe ser agresivo, razón por la cual debe ser socializado y expuesto a situaciones nuevas para prevenir su potencial timidez. Socializa con otro perros y gatos si les conoce desde cachorro. Le encanta la atención humana y puede preocuparse cuando se queda a solas, por lo que la comunicación humana debe ser muy frecuente y entrenarle en ella.
Son fáciles de enseñar ya que en Estonia estaba prohibida la caza excepto de liebres y zorros. Tiene un ladrido suave, que no molesta cuando caza.